# John Nolan (Schauspieler, 1938)
John Nolan (* 22. Mai 1938 in London) ist ein englischer Schauspieler.

## Leben
John Nolan ist der Onkel von Christopher und Jonathan Nolan und wurde vorrangig bekannt durch Nebenrollen in deren Filmprojekten. Er spielte Douglas Fredericks in den Christopher-Nolan-Produktionen Batman Begins und The Dark Knight Rises. In Jonathan Nolans Serie Person of Interest, spielte er von 2013 bis 2016 die Rolle des John Greer.
John Nolan ist seit 1975 mit Kim Hartman verheiratet und hat zwei Söhne und eine Tochter.

## Filmografie (Auswahl)
- 1967: Nummer 6 (The Prisoner, Fernsehserie, 1 Folge)
- 1970–1971: Doomwatch (Fernsehserie, 10 Folgen)
- 1974: Thriller (Fernsehserie, 1 Folge)
- 1979: Simon Templar – Ein Gentleman mit Heiligenschein (Return of the Saint, Fernsehserie, 1 Folge)
- 1998: Following
- 2003: Gerichtsmediziner Dr. Leo Dalton (Silent Witness, Fernsehserie, 1 Folge)
- 2005: Batman Begins
- 2012: The Dark Knight Rises
- 2013–2016: Person of Interest (Fernsehserie, 28 Folgen)
- 2017: Dunkirk